# Алессандро Бастоні
Алессандро Бастоні (італ. Alessandro Bastoni; нар. 13 квітня 1999, Казальмаджоре) — італійський футболіст, захисник клубу «Інтернаціонале».

## Клубна кар'єра
Народився 13 квітня 1999 року в місті Казальмаджоре. Вихованець футбольної школи клубу «Аталанта». Знаходився в системі клубу з семи років. Починав тренуватися в дитинстві під керівництвом батька, який був фахівцем в школі Каннатезе.
З сезону 2016/17 залучався до тренувань з основним складом. 30 листопада 2016 року дебютував за основний склад клубу в поєдинку Кубка Італії проти «Пескари», вийшовши у стартовому складі і провівши на полі весь матч. 22 січня 2017 року дебютував у Серії А у поєдинку проти «Сампдорії», також відігравши весь матч в основі. До кінця сезону взяв участь ще у двох поєдинках і допоміг команді посісти підсумкове четверте місце в чемпіонаті.
31 серпня 2017 року Бастоні придбав «Інтернаціонале», але залишив в «Сампдорії» ще на два сезони в оренді. Втім за наступний сезон 2017/18 гравець зіграв лише 5 матчів в усіх турнірах, тому влітку 2018 року оренда була достроково розірвана і наступний сезон гравець провів в оренді в «Пармі», відігравши за пармську команду 24 матчі в національному чемпіонаті.

## Виступи за збірні
2014 року дебютував у складі юнацької збірної Італії, взяв участь у 51 іграх на юнацькому рівні, відзначившись 3 забитими голами. Він зіграв на чемпіонаті Європи 2016 року серед юнаків до 17 років, де Італія не вийшла з групи, а сам Бастоні зіграв у всіх трьох матчах.
З 2018 року залучався до складу молодіжної збірної Італії, у складі якої поїхав на домашній молодіжний чемпіонат Європи 2019 року.

## Статистика виступів

### Статистика клубних виступів
Станом на 22 червня 2019 року
| Сезон                | Команда              | Чемпіонат            | Чемпіонат | Чемпіонат | Національний кубок | Національний кубок | Національний кубок | Континентальні кубки | Континентальні кубки | Континентальні кубки | Інші змагання | Інші змагання | Інші змагання | Усього | Усього |
| Сезон                | Команда              | Ліга                 | Ігор      | Голів     | Ліга               | Ігор               | Голів              | Ліга                 | Ігор                 | Голів                | Ліга          | Ігор          | Голів         | Ігор   | Голів  |
| -------------------- | -------------------- | -------------------- | --------- | --------- | ------------------ | ------------------ | ------------------ | -------------------- | -------------------- | -------------------- | ------------- | ------------- | ------------- | ------ | ------ |
| 2016–17              | «Аталанта»           | A                    | 3         | 0         | КІ                 | 1                  | 0                  | -                    | -                    | -                    | -             | -             | -             | 4      | 0      |
| 2017–18              | «Аталанта»           | A                    | 4         | 0         | КІ                 | 1                  | 0                  | ЛЄ                   | 0                    | 0                    | -             | -             | -             | 5      | 0      |
| Усього за «Аталанту» | Усього за «Аталанту» | Усього за «Аталанту» | 7         | 0         |                    | 2                  | 0                  |                      | 0                    | 0                    |               | -             | -             | 9      | 0      |
| 2018–19              | «Парма»              | A                    | 24        | 1         | КІ                 | 0                  | 0                  | -                    | -                    | -                    | -             | -             | -             | 24     | 1      |
| 2019–20              | «Інтернаціонале»     | A                    | 0         | 0         | КІ                 | 0                  | 0                  | ЛЧ                   | 0                    | 0                    | -             | -             | -             | 0      | 0      |
| Усього за кар'єру    | Усього за кар'єру    | Усього за кар'єру    | 31        | 1         |                    | 2                  | 0                  |                      | 0                    | 0                    |               | -             | -             | 33     | 1      |

### Статистика виступів за збірну
Станом на 15 червня 2024 року
| Дата       | Місто             | Господарі            | Результат | Гості              | Турнір                                    | Голи | Примітки |
| ---------- | ----------------- | -------------------- | --------- | ------------------ | ----------------------------------------- | ---- | -------- |
| 11-11-2020 | Флоренція         | Італія               | 4 – 0     | Естонія            | товариський матч                          | -    |          |
| 15-11-2020 | Реджо-нель-Емілія | Італія               | 2 – 0     | Польща             | Ліга націй УЄФА 2020—2021 - груповий етап | -    |          |
| 18-11-2020 | Сараєво           | Боснія і Герцеговина | 0 – 2     | Італія             | Ліга націй УЄФА 2020—2021 - груповий етап | -    |          |
| 31-3-2021  | Вільнюс           | Литва                | 0 – 2     | Італія             | Відбір до ЧС 2022                         | -    | 88'      |
| 28-5-2021  | Кальярі           | Італія               | 7 – 0     | Сан-Марино         | товариський матч                          | -    | 72'      |
| 20-6-2021  | Рим               | Італія               | 1 – 0     | Уельс              | ЧЄ 2020 - груповий етап                   | -    |          |
| 8-9-2021   | Реджо-нель-Емілія | Італія               | 5 – 0     | Литва              | Відбір до ЧС 2022                         | -    |          |
| 6-10-2021  | Мілан             | Італія               | 1 – 2     | Іспанія            | Ліга націй УЄФА 2020—2021 - півфінал      | -    |          |
| 10-10-2021 | Турин             | Італія               | 2 – 1     | Бельгія            | Ліга націй УЄФА 2020—2021 - 3-є місце     | -    |          |
| 24-3-2022  | Палермо           | Італія               | 0 – 1     | Північна Македонія | Відбір до ЧС 2022                         | -    |          |
| 29-3-2022  | Конья             | Туреччина            | 2 – 3     | Італія             | товариський матч                          | -    | 76'      |
| 1-6-2022   | Лондон            | Італія               | 0 – 3     | Аргентина          | Фіналіссіма 2022                          | -    | 77'      |
| 4-6-2022   | Болонья           | Італія               | 1 – 1     | Німеччина          | Ліга націй УЄФА 2022—2023 - груповий етап | -    | 80'      |
| 7-6-2022   | Чезена            | Італія               | 2 – 1     | Угорщина           | Ліга націй УЄФА 2022—2023 - груповий етап | -    |          |
| 14-6-2022  | Менхенгладбах     | Німеччина            | 5 – 2     | Італія             | Ліга націй УЄФА 2022—2023 - груповий етап | 1    |          |
| 26-9-2022  | Будапешт          | Угорщина             | 0 – 2     | Італія             | Ліга націй УЄФА 2022—2023 - груповий етап | -    | 46'      |
| 16-11-2022 | Тирана            | Албанія              | 1 – 3     | Італія             | товариський матч                          | -    |          |
| 9-9-2023   | Скоп'є            | Північна Македонія   | 1 – 1     | Італія             | Відбір до ЧЄ 2024                         | -    |          |
| 12-9-2023  | Мілан             | Італія               | 2 – 1     | Україна            | Відбір до ЧЄ 2024                         | -    |          |
| 14-10-2023 | Барі              | Італія               | 4 – 0     | Мальта             | Відбір до ЧЄ 2024                         | -    |          |
| 17-10-2023 | Лондон            | Англія               | 3 – 1     | Італія             | Відбір до ЧЄ 2024                         | -    | 63'      |
| 24-3-2024  | Гаррісон          | Еквадор              | 0 – 2     | Італія             | товариський матч                          | -    |          |
| 4-6-2024   | Болонья           | Італія               | 0 – 0     | Туреччина          | товариський матч                          | -    |          |
| 15-6-2024  | Дортмунд          | Італія               | 2 – 1     | Албанія            | ЧЄ 2024 - груповий етап                   | 1    |          |
| Усього     |                   | Матчів               | 24        |                    | Голів                                     | 2    |          |

| Дата       | Місто             | Господарі | Результат | Гості      | Турнір                              | Голи | Примітки |
| ---------- | ----------------- | --------- | --------- | ---------- | ----------------------------------- | ---- | -------- |
| 11-10-2018 | Удіне             | Італія    | 0 – 1     | Бельгія    | Товариський матч                    | -    | 59'      |
| 15-10-2018 | Віченца           | Італія    | 2 – 0     | Туніс      | Товариський матч                    | -    | 79'      |
| 15-11-2018 | Феррара           | Італія    | 1 – 2     | Англія     | Товариський матч                    | -    | 64'      |
| 19-11-2018 | Реджо-нель-Емілія | Італія    | 1 – 2     | Німеччина  | Товариський матч                    | -    | 61'      |
| 25-3-2019  | Фрозіноне         | Італія    | 2 – 2     | Хорватія   | Товариський матч                    | 1    | 87'      |
| 16-6-2019  | Болонья           | Італія    | 3 – 1     | Іспанія    | Молодіжне Євро-2019 - груповий етап | -    | 88'      |
| 19-6-2019  | Болонья           | Італія    | 0 – 1     | Польща     | Молодіжне Євро-2019 - груповий етап | -    |          |
| 22-6-2019  | Реджо-нель-Емілія | Бельгія   | 1 – 3     | Італія     | Молодіжне Євро-2019 - груповий етап | -    |          |
| 6-9-2019   | Катанія           | Італія    | 4 – 0     | Молдова    | Товариський матч                    | -    |          |
| 10-9-2019  | Кастель-ді-Сангро | Італія    | 5 – 0     | Люксембург | Кваліфікація молодіжного Євро-2021  | -    |          |
| 10-10-2019 | Дублін            | Ірландія  | 0 – 0     | Італія     | Кваліфікація молодіжного Євро-2021  | -    | 45+1'    |
| 14-10-2019 | Єреван            | Вірменія  | 0 – 1     | Італія     | Кваліфікація молодіжного Євро-2021  | -    |          |
| Усього     |                   | Матчів    | 12        |            | Голів                               | 1    |          |

## Титули і досягнення
- Чемпіон Європи: 2020
- Чемпіон Італії (2):

«Інтернаціонале»: 2020–21, 2023–24
- Володар Кубка Італії (2):

«Інтернаціонале»: 2021–22, 2022–23
- Володар Суперкубка Італії (3):

«Інтернаціонале»: 2021, 2022, 2023